# شقران الغفة
شقران الغفة (الاسم العلمي:Puccinia aristidae) هو نوع من الفطريات يتبع جنس الشقران من الفصيلة الشقرانية.
هذا النوع من الشقران يتطفل على نبات الغفة.